# Osikovska Lakavița, Sofia
Osikovska Lakavița (în bulgară Осиковска Лакавица) este un sat în comuna Praveț, regiunea Sofia,  Bulgaria. 

## Demografie
Componența etnică a satului Osikovska Lakavița
     Bulgari (83,48%)
     Nicio identificare (16,51%)
     Altele (0%)
La recensământul din 2011, populația satului Osikovska Lakavița era de 321 locuitori. Din punct de vedere etnic, majoritatea locuitorilor (83,48%) erau bulgari. Pentru 16,51% din locuitori nu este cunoscută apartenența etnică.